# Dinosaurs on a Spaceship
"Dinosaurs on a Spaceship" (intitulado "Dinossauros em uma Espaçonave" no Brasil) é o segundo episódio da sétima temporada da série de ficção científica britânica Doctor Who, transmitido originalmente através da BBC One em 8 de setembro de 2012. Foi escrito por Chris Chibnall e dirigido por Saul Metzstein.
No episódio, o alienígena viajante do tempo conhecido como o Doutor (Matt Smith), seus acompanhantes, o casal Amy Pond (Karen Gillan) e Rory Williams (Arthur Darvill), acompanhados pelo pai de Rory, Brian (Mark Williams), a rainha Nefertiti (Riann Steele) e John Riddell, um caçador britânico de animais de grande porte (Rupert Graves), pousam em uma grande nave espacial que contém dinossauros e descobrem que o local é uma arca Siluriana, embora estes tenham sido assassinados por Solomon (David Bradley), um comerciante do mercado negro que pretende encontrar algo de valor.
"Dinosaurs on a Spaceship" foi concebido para ser um episódio divertido, com base em uma sugestão da equipe de efeitos especiais sobre a incorporação de dinossauros em Doctor Who. A trama e os personagens foram desenvolvidos entre Chibnall e o escritor principal e produtor executivo Steven Moffat. Devido a limitações orçamentárias, um enredo mais amplo teve que ser desenvolvido porque os dinossauros não poderiam ser parte central da história. Os dinossauros foram feitos usando uma mistura de adereços e imagens geradas por computador. Junto com o terceiro episódio, "A Town Called Mercy", "Dinosaurs on a Spaceship" estava no primeiro bloco de produção da sétima temporada, com as gravações ocorrendo no início de 2012 em estúdio e na praia de Southerndown no Vale of Glamorgan. Foi assistido por 7,57 milhões de espectadores no Reino Unido e recebeu críticas geralmente positivas dos revisores.

## Enredo
O Doutor recebe uma ligação da Agência Espacial Indiana (ISA) em 2367 sobre uma vasta nave espacial que irá colidir com a Terra em seis horas e que planeja destruí-la com mísseis, a menos que o Doutor a pare primeiro. Ele então leva a rainha Nefertiti do Egito, o caçador eduardiano John Riddell, seus acompanhantes, o casal Amy e Rory e, inadvertidamente, o pai deste último, Brian. Amy descobre que a nave é uma arca siluriana projetada para transportar os humanoides reptilianos para um novo planeta junto com a flora e a fauna de seu período de tempo para escapar de um impacto destrutivo. A nave, no entanto, não registra nenhuma forma de vida siluriana restante a bordo. Depois de escapar de um grupo de pterossauros na sala de máquinas, o Doutor, Rory e Brian são escoltados por dois robôs até um homem brutal chamado Solomon, que foi ferido em um ataque dos animais e precisa de ajuda médica. Ele se revela um comerciante exótico e sem lei do mercado negro que invadiu a arca para roubar os dinossauros. Tendo feito os robôs assassinarem todos os silurianos, Solomon foi incapaz de assumir o controle da nave e o computador voltou ao seu ponto de origem, fazendo com que ela retornasse à Terra. Descobrindo a identidade e o valor da rainha Nefertiti, ele decide sequestrá-la e partir em sua própria nave. Embora o Doutor se recuse, Nefertiti concorda em ir para salvar os outros. Enquanto isso, a ISA prossegue o lançamento dos mísseis contra a vontade do Doutor.
Enquanto Amy e Riddell atiram em dinossauros hostis com armas "anestésicas", o Doutor desabilita os robôs de Solomon e resgata Nefertiti, então engana os mísseis da ISA para que ao invés de mirar na arca, acertem a nave de Solomon, que é destruída no impacto. Rory e Brian pilotam a arca para longe da Terra, já que ela só pode ser controlada por duas pessoas da mesma cadeia genética. O Doutor então leva Amy, Rory e Brian de volta para casa, onde Brian, tendo superado seu medo de viajar, começa uma viagem ao redor do mundo (com um de seus cartões postais mostrando os dinossauros em seu novo lar, Siluria). Nefertiti, que estava flertando e entrando em conflito com Riddell, opta por ir com ele em vez de retornar ao seu próprio tempo.

## Produção

### Roteiro e elenco

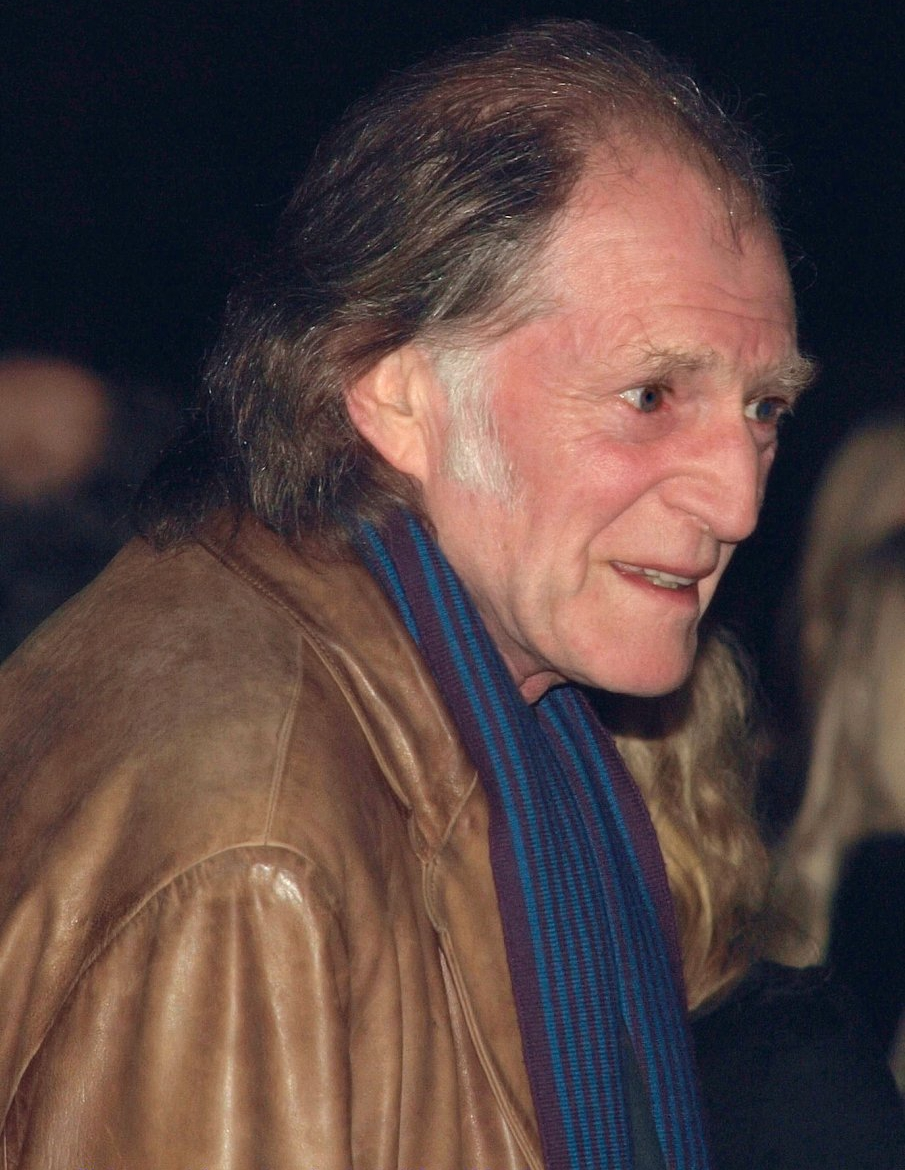
David Bradley foi escalado como Solomon, o vilão principal do episódio.

O showrunner Steven Moffat disse que colocar dinossauros em uma nave espacial era "o segredo do sucesso". A ideia de usá-los em Doctor Who veio das equipes de efeitos especiais The Mill e Millennium FX. Como "Asylum of the Daleks" foi um episódio de abertura mais sombrio, "Dinosaurs on a Spaceship" foi mais cômico. Na proposta de Moffat para o roteirista Chris Chibnall, ele disse: "Talvez seja uma nave indo em direção à Terra, e a Terra está em alerta". Chibnall já havia escrito os episódios "42" (2007), "The Hungry Earth"/"Cold Blood" (2010), bem como o trabalho para o spinoff Torchwood. O Doutor já havia encontrado dinossauros no serial de 1974 Invasion of the Dinosaurs.  Moffat sugeriu que a nave espacial fosse siluriana, e Chibnall, que havia escrito o retorno deles em "The Hungry Earth"/"Cold Blood", achou que era "uma boa revelação e mostra mais sobre eles, mesmo em uma história que não é realmente sobre eles".
Chibnall sugeriu incluir uma gangue "maluca" de personagens escolhidos ao redor do tempo e do espaço. Ele acreditava que Doctor Who poderia ter "colisões de personagens que nenhuma outra série no mundo pode fazer" e que era sobre encontrar um grupo "díspar" de personagens que se "exibissem" uns com os outros. A decisão de Nefertiti de não retornar ao seu próprio tempo se encaixa no registro histórico, já que a data e a causa de sua morte são desconhecidas. Chibnall pediu para apresentar o pai de Rory, já que ele e Amy partiriam em quatro episódios e a vida familiar do pesonagem ainda não havia sido explorada. Mark Williams, que interpretou o pai de Rory, apareceu anteriormente na aventura de áudio do Quinto Doutor, The Eternal Summer. Rupert Graves, que interpretou um caçador eduardiano neste episódio, trabalhou anteriormente com Moffat na série Sherlock. O personagem de David Bradley, Solomon, foi modelado em um "conhecido dono de boate com cabelo comprido". Chibnall o descreveu como "meio empresário, meio pirata somali". Bradley e Williams já haviam trabalhado juntos na franquia de filmes Harry Potter. Bradley foi posteriormente escalado como o ator do Primeiro Doutor William Hartnell para o docudrama em comemoração ao aniversário de 50 anos da série, An Adventure in Space and Time, e então interpretou o próprio Primeiro Doutor no episódio especial de Natal "Twice Upon a Time (2017). A dupla cômica David Mitchell e Robert Webb forneceu as vozes dos dois robôs de Solomon; a produtora executiva Caroline Skinner chamou a escolha deles de "perfeita".  Richard Hope, que interpretou o Siluriano Bleytal, apareceu anteriormente como Malohkeh nos episódios "The Hungry Earth", "Cold Blood" e "The Wedding of River Song".

### Filmagens e efeitos

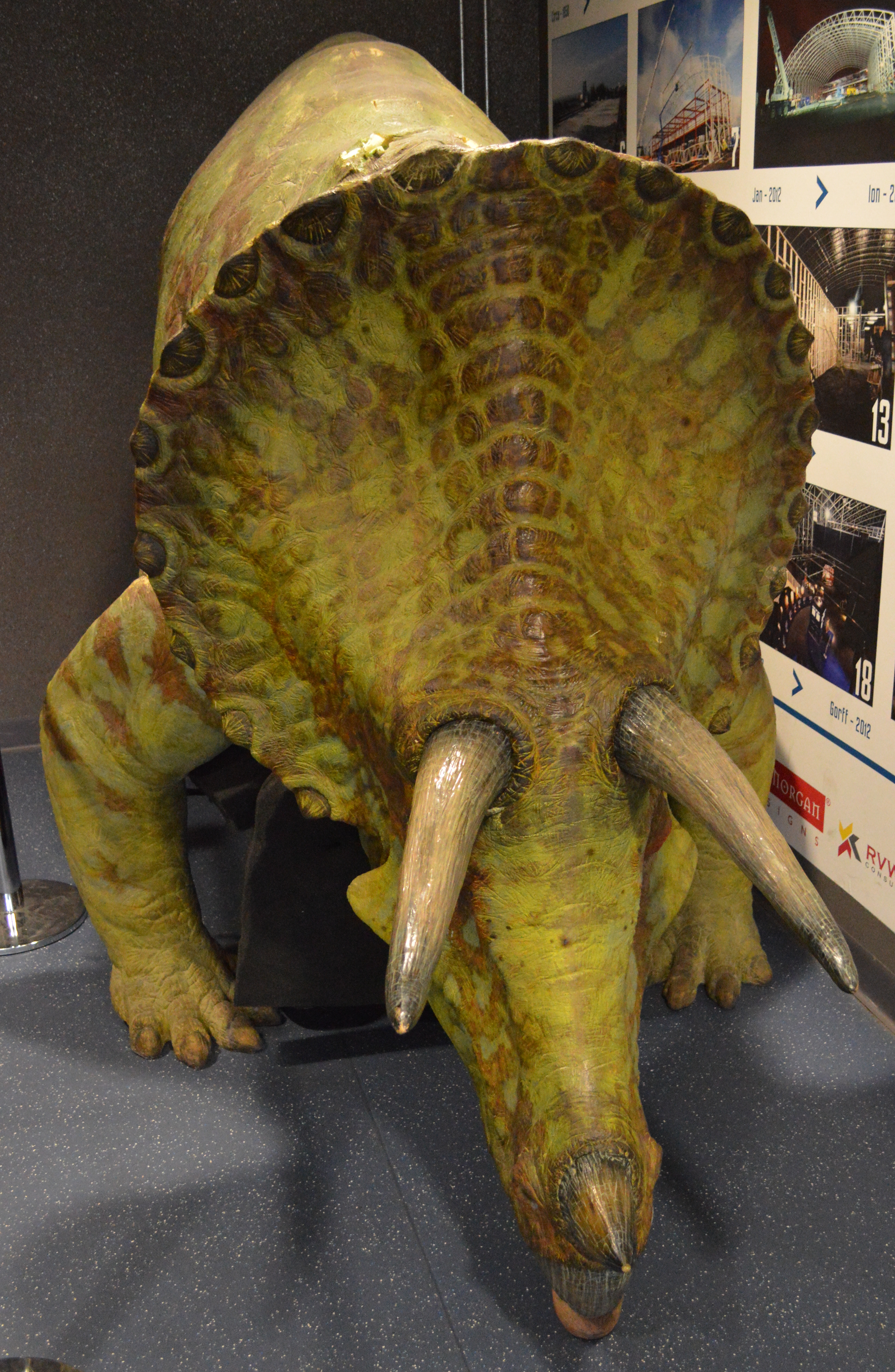
O triceratops visto no episódio, em exposição na Doctor Who Experience.

"Dinosaurs on a Spaceship" e o episódio seguinte, "A Town Called Mercy", foram os primeiros a serem produzidos para a sétima temporada, ambos sendo dirigidos por Saul Metzstein. Estas foram as primeiras contribuições dele em Doctor Who. O episódio contém um dos maiores cenários já construídos para o programa. As cenas na "sala de máquinas" foram filmadas na praia de Southerndown, Vale of Glamorgan no final de fevereiro de 2012. Local já havia sido usada como a "Baía do Lobo Mau" em "Doomsday" (2006) e "Journey's End" (2008), e como o planeta Alfava Metraxis em "The Time of Angels"/"Flesh and Stone" (2010).
A equipe de produção teve que estar atenta ao orçamento da temporada ao planejar os efeitos e cenários; Chibnall comentou que "seria muito fácil gastar 300 milhões de libras nisso, mas não temos". Como tal, os dinossauros não puderam aparecer predominantemente no episódio e o roteirista teve que contar "uma outra grande história". A cena em que Amy, Riddell e Nefertiti tropeçam em um tiranossauro rex adormecido foi quase cortada, pois originalmente pretendia apresentar dinossauros gerados por computador (CGI), que eram muito caros. No entanto, a Millennium FX percebeu que poderia usar um T-Rex bebê que estava em uma exposição que eles projetaram. O episódio contém uma variedade de dinossauros "famosos"; alguns foram construídos do zero, enquanto outros eram CGI. Smith teve que usar calças acolchoadas na cena em que precisou montar no tricerátops e lembrou que foram "duas horas dolorosas, risanhos e [que] definitivamente valeu a pena". Metade do tricerátops foi realmente construída e empurrada por operadores quando Smith, Darvill e Williams estavam montandos nele. O resto foi preenchido com CGI pela The Mill. O logotipo de Doctor Who na sequência de abertura apresentava a textura da pele de um dinossauro, de acordo com os variados temas de "blockbusters" para cada um dos cinco primeiros episódios da temporada. Um clipe de prévia foi lançado na San Diego Comic-Con International de 2012. Os robôs de Solomon eram versões modificadas dos trajes Roboidz que a Millennium FX havia feito anteriormente para o programa Mission: 2110.

## Transmissão e recepção
"Dinosaurs on a Spaceship" foi transmitido pela primeira vez no Reino Unido na BBC One em 8 de setembro de 2012 e na mesma data na BBC America nos Estados Unidos. Os números preliminares de audiência durante a noite mostraram que foi assistido por 5,5 milhões de espectadores ao vivo no Reino Unido. A audiência final consolidada subiu para 7,57 milhões de pessoas. O episódio também recebeu 1,8 milhões de solicitações durante o mês de setembro no BBC iPlayer, colocando-o em segundo lugar atrás de "Asylum of the Daleks". Recebeu um Índice de Apreciação do público de 87, considerado "excelente". No Canadá, no Space, o episódio foi assistido por um cálculo médio de 575 000 de espectadores, tornando-se o programa mais assistido no canal naquela semana.

### Recepção critica
"Dinosaurs on a Spaceship" recebeu comentários geralmente positivos, embora alguns de seus aspectos tenham sido criticados. Dan Martin, do The Guardian, descreveu-o como "divertido", elogiando os cenários e dinossauros de alto orçamento, a ajuda de Amy e Rory e a ideia da equipe. Embora tenha admitido que era "frágil" e "praticamente uma história construída em torno de um título", ele achou que foi "o episódio dois mais perfeito de Doctor Who em muito tempo". No entanto, ficou incomodado com o sublinhado escuro que "era quase perturbador o suficiente para estragar tudo". Da mesma forma, Charlie Anders do io9 chamou-o de "o mais divertido que me lembro de Doctor Who em anos", ao mesmo tempo em que notou o distanciamento gradual entre o Doutor e os Ponds e identificou um tema recorrente nesta temporada: o Doutor "não sendo reconhecido". O crítico da Radio Times, Patrick Mulkern, ficou satisfeito que os dinossauros em CGI "perfeitamente realizados" redimiram os vistos em Invasion of the Dinosaurs. Ele também elogiou o Solomon de Bradley e o "ponto de vista refrescante" da arca sendo construída por silurianos em vez de humanos, como visto anteriormente no programa. Keith Phipps do The A.V. Club deu uma nota "B", achando que era estereotipado, mas bem executado. Ao contrário de Martin, ele gostou das reviravoltas sombrias. Will Barber-Taylor do The Consulting Detective escreveu que "[uma] mistura entre bom CGI e uma história bem ritmada significa que 'Dinosaurs on a Spaceship' mantém você fisgado até o fim."
Dave Golder da SFX Magazine deu ao episódio quatro de cinco estrelas, descrevendo-o como "leve, fofo e bobo, com um pouco de enredo ocasional e rangente... mas extremamente divertido". Ele ficou satisfeito que os personagens convidados foram interpretados "sérios" em vez de cômicos, achou os efeitos dos dinossauros "ótimos" e que a reviravolta siluriana "enriqueceu a continuidade". No entanto, ele achou que o ritmo era muito rápido, Nefertiti era "bastante monótona" e escreveu que era difícil acreditar que o Doutor faria amizade com um caçador por esporte. Matt Risley da IGN avaliou "Dinosaurs on a Spaceship" com uma nota 7 de 10, observando que "não vai ganhar nenhum prêmio por roteiro ou pathos, mas certamente tem sucesso em um nível familiar humorístico". Embora tenha escrito que Brian era "brilhante", ele criticou a "gangue" como um todo, pensando que eles "não tinham outro propósito a não ser injetar convenientemente alguns dispositivos de enredo quando necessário". Ele também não gostou da "paródia de Marvin, o Androide Paranoide" dos robôs. No entanto, Neela Debnath do The Independent gostou da gangue, escrevendo: "quanto mais companheiros houver, mais variedade será adicionada ao show, porque cada um tem suas próprias falhas e história de fundo".
Morgan Jeffery, do Digital Spy, tinha sentimentos mais mistos, dando três estrelas de cinco. Ele o descreveu-o como "um pouco exagerado", com Riddell e Nefertiti unidimensionais e subutilizados. Ele também criticou os robôs e pensou que o Doutor deixar Solomon para morrer pode ter "ido longe demais". No entanto, ele elogiou os três protagonistas e Brian, bem como o prenúncio com Amy e Rory. Gavin Fuller, do The Daily Telegraph, foi ainda mais negativo, avaliando-o apenas com duas estrelas de cinco. Ele o descreveu como "um pouco de desastre no final", chamando o contraste entre a "difícil mistura de humor e tolice" da gangue e a história "sinistra" de Solomon de "chocante". Fuller também observou que os dinossauros eram "um espetáculo secundário para o enredo principal". Como Morgan, ele também achou que as ações do Doutor no final "não seriam facilmente aceitas pelos telespectadores".